# Anton de Kom Universiteit van Suriname

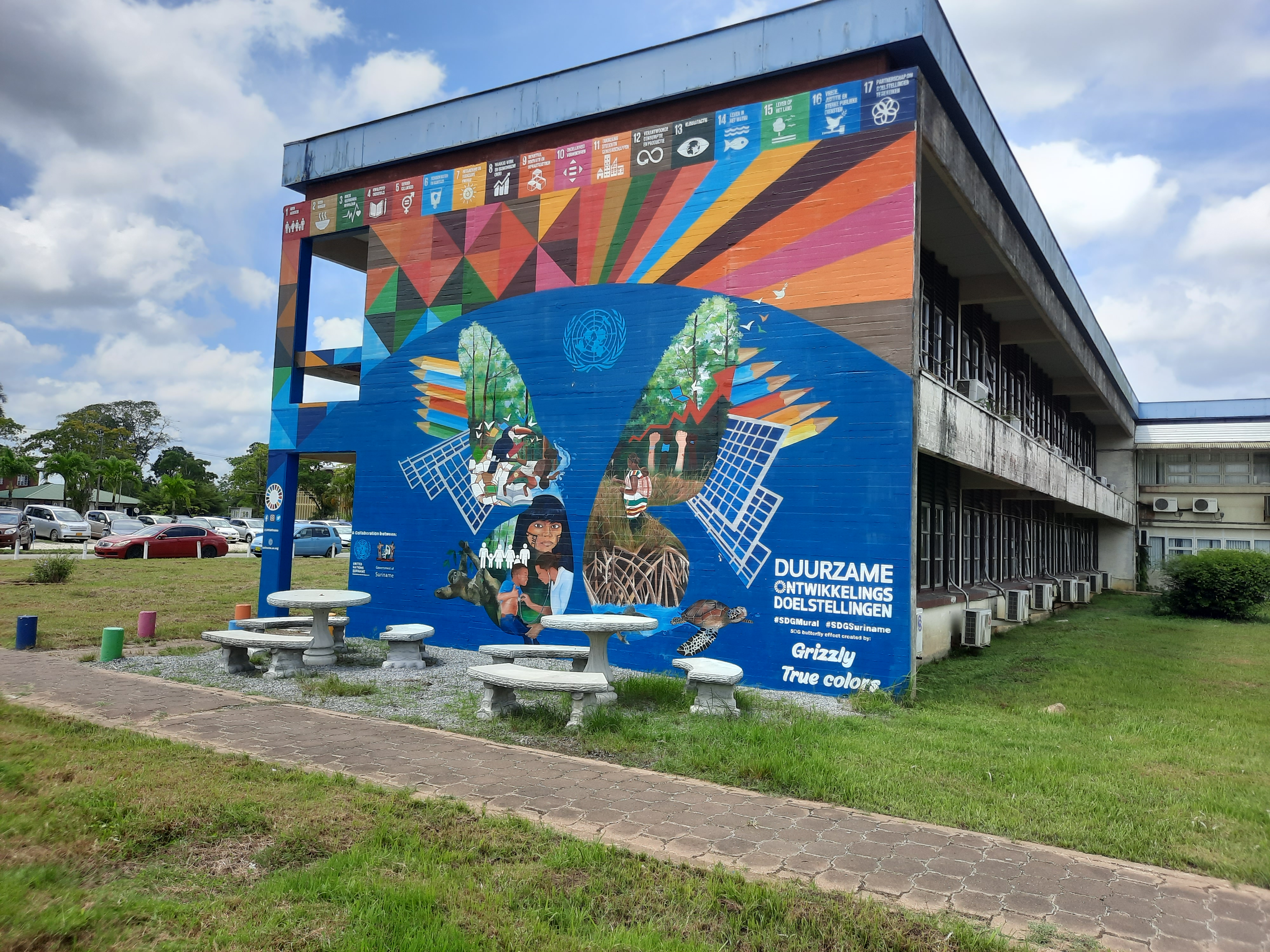
De SDG Butterfly Mural op gebouw 6

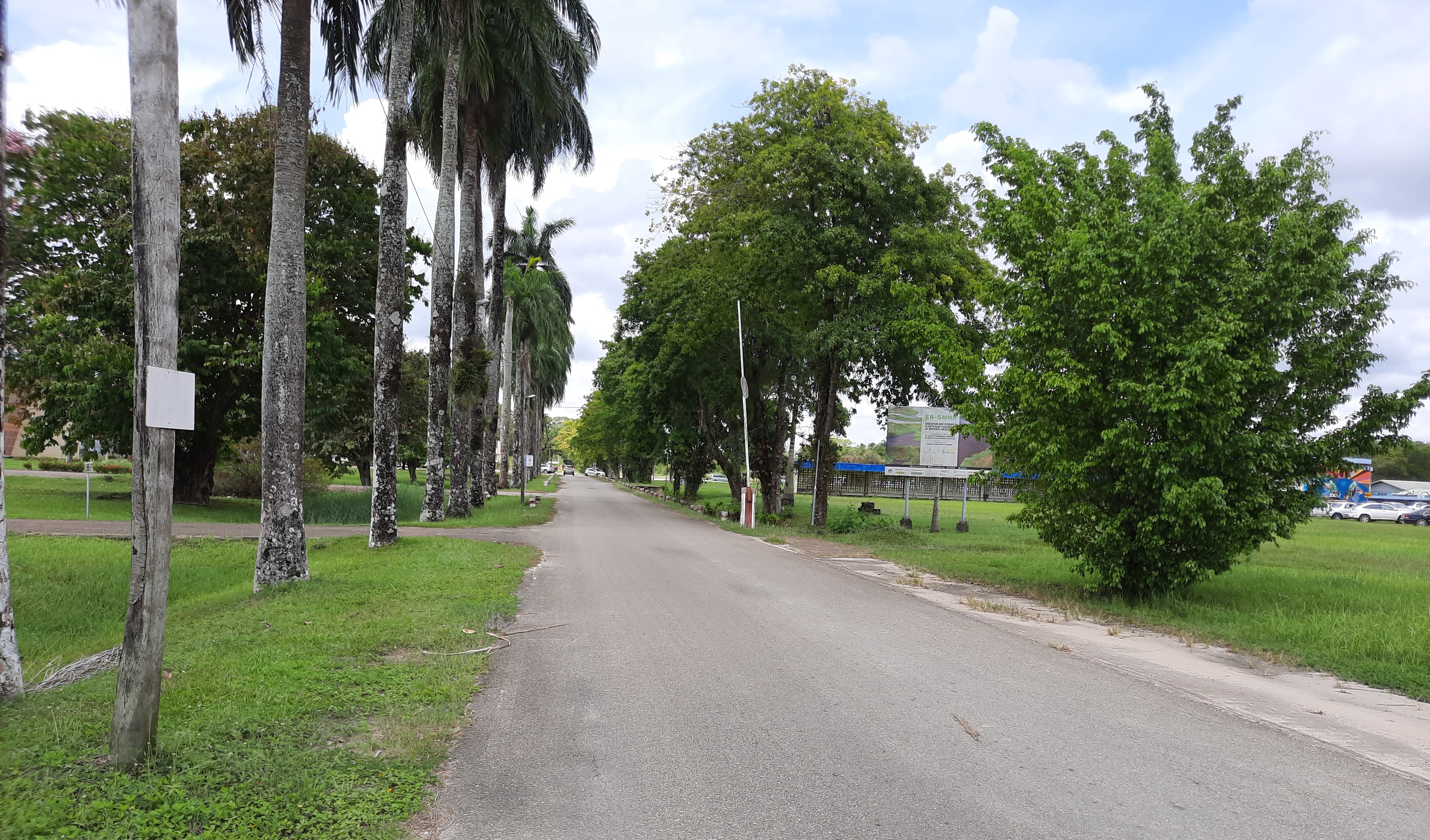
Laan naar het Centrum voor Landbouwkundig Onderzoek in Suriname (CELOS)

De Universiteit van Suriname werd ingesteld in 1966 en opende op 1 november 1968 haar deuren. Zij draagt sinds 17 oktober 1983 de naam Anton de Kom Universiteit van Suriname (AdeKUS), vernoemd naar de nationalistische vrijheidsstrijder Anton de Kom. Direct bij de ingang staat de Bibliotheek Universiteit van Suriname.

## Ligging
De campus van de Anton de Kom-universiteit ligt aan de zuidwestelijke rand van Paramaribo aan de Leysweg. Daar is ook de Bibliotheek Universiteit van Suriname gelegen en worden ook de lessen gegeven van het Instituut voor de Opleiding van Leraren (IOL) (dit staat geheel los van de universiteit en is een hbo-opleiding). De Medische Faculteit is onderbracht in het gebouw van het Medisch Wetenschappelijk Instituut (MWI) naast het Academisch Ziekenhuis Paramaribo aan de Kernkampweg.

## Geschiedenis
Suriname kende al in 1882 universitair onderwijs: op de Geneeskundige School werden studenten opgeleid tot arts. Aan het eind van de jaren '40 van de 20e eeuw kwam daar een juridische opleiding bij: de Surinaamse Rechtsschool. Daarnaast bestonden er enkele para-universitaire opleidingen georganiseerd op incidentele basis, te weten opleidingen tot landmeter, tandheelkundige en apotheker.
Bij de herdenking van het eeuwfeest van de Staten van Suriname in 1966, nam deze volksvertegenwoordiging het besluit om in samenwerking met de regering van Suriname een universiteit op te richten. De rechtspersoon Universiteit van Suriname is ingesteld bij wet van 25 juni 1966 G.B. 1966 no.78 (Universiteitswet). De proclamatie vond plaats op 1 november 1968 in het toenmalige Theater Star. Sindsdien wordt 1 november gevierd als dies natalis. Bij de opening van de universiteit sprak prof. R.A.J. van Lier de rede uit Universiteit en maatschappij in het perspectief der ontwikkeling (in druk verschenen in 1970).

### Eerste faculteiten
Op 1 november 1968 begon de Universiteit van Suriname met de Faculteit der Juridische Wetenschappen. Achtereenvolgens werden hierna geproclameerd:
- de Faculteit der Medische Wetenschappen op 26 september 1969
- de Faculteit der Sociaal-Economische Wetenschappen op 1 november 1975
- de Faculteit der Natuurtechnische Wetenschappen op 1 december 1976
- de Faculteit der Technische Wetenschappen op 1 december 1977.

### Bestuur
De Universiteit werd ingevolge de Universiteitswet bestuurd door een College van Curatoren die uit ten minste vijf en ten hoogste dertien leden bestond. De voorzitter van het College van Curatoren voerde de titel van President-Curator; hij vertegenwoordigde de universiteit in en buiten rechte. De eerste President-Curator was dr. J.F.E. Einaar die tot dan toe de gevolmachtigde minister in Nederland van Suriname was.
De President-Curator en overige leden werden benoemd en ontslagen door de minister van Onderwijs. Daarnaast kende de Universiteit de Senaat die werd gevormd door de universitaire docenten. De voorzitter van de Senaat droeg de titel van rector magnificus.

### Nieuwe structuur
Ten tijde van het militaire bewind na de coup van 25 februari 1980 vonden studenten- en docentenprotesten plaats tegen het regime en tegen het toenmalige universiteitsbestuur dat sterk op de hand was van Bouterse c.s. In december 1982 werd de universiteit voor bijna tien maanden gesloten. Bij de heropening op 17 oktober 1983 werd de naam gewijzigd in “Anton de Kom Universiteit van Suriname”.
Bij deze heropening werden er ook een nieuwe structuur van de instelling en de inhoud van de opleidingen geïntroduceerd. Enkele faculteiten werden als zelfstandige opgeheven en in een groter bestuurlijk verband geïntegreerd. De Faculteit der Sociale en Economische Wetenschappen en die der Juridische Wetenschappen werden verenigd in de Faculteit der Maatschappijwetenschappen. De Faculteit der Natuurtechnische Wetenschappen en de Faculteit der Technische Wetenschappen werden verenigd in de nieuwe Faculteit der Technologische Wetenschappen.

Ook werd besloten tot:
- opheffing van het College van Bestuur en de Senaat (Staatsbesluit van 8 april 1983 S.B. 1983 no. 34 (Besluit Instelling Stuurgroep)
- instelling van een Stuurgroep die leiding zou moeten geven aan de Universiteit
- buitenwerkingstelling van enkele bepalingen van de Universiteitswet

### Uitbreiding
In het collegejaar 1985-1986 werd binnen de Faculteit der Maatschappijwetenschappen een aanvang gemaakt met de studierichting Public Administration (Bestuurswetenschap) en met ingang van 1 augustus 1993 werd deze faculteit uitgebreid met de studierichting Agogische Wetenschappen en Onderwijskunde. In 1996 werd de Faculteit der Medische Wetenschappen uitgebreid met de studierichting Fysiotherapie en de Faculteit der Technologische Wetenschappen met de studierichting Milieuwetenschappen. In het collegejaar 1997/1998 is de Faculteit der Maatschappijwetenschappen uitgebreid met de studierichting Bedrijfskunde.

## Huidige faculteiten

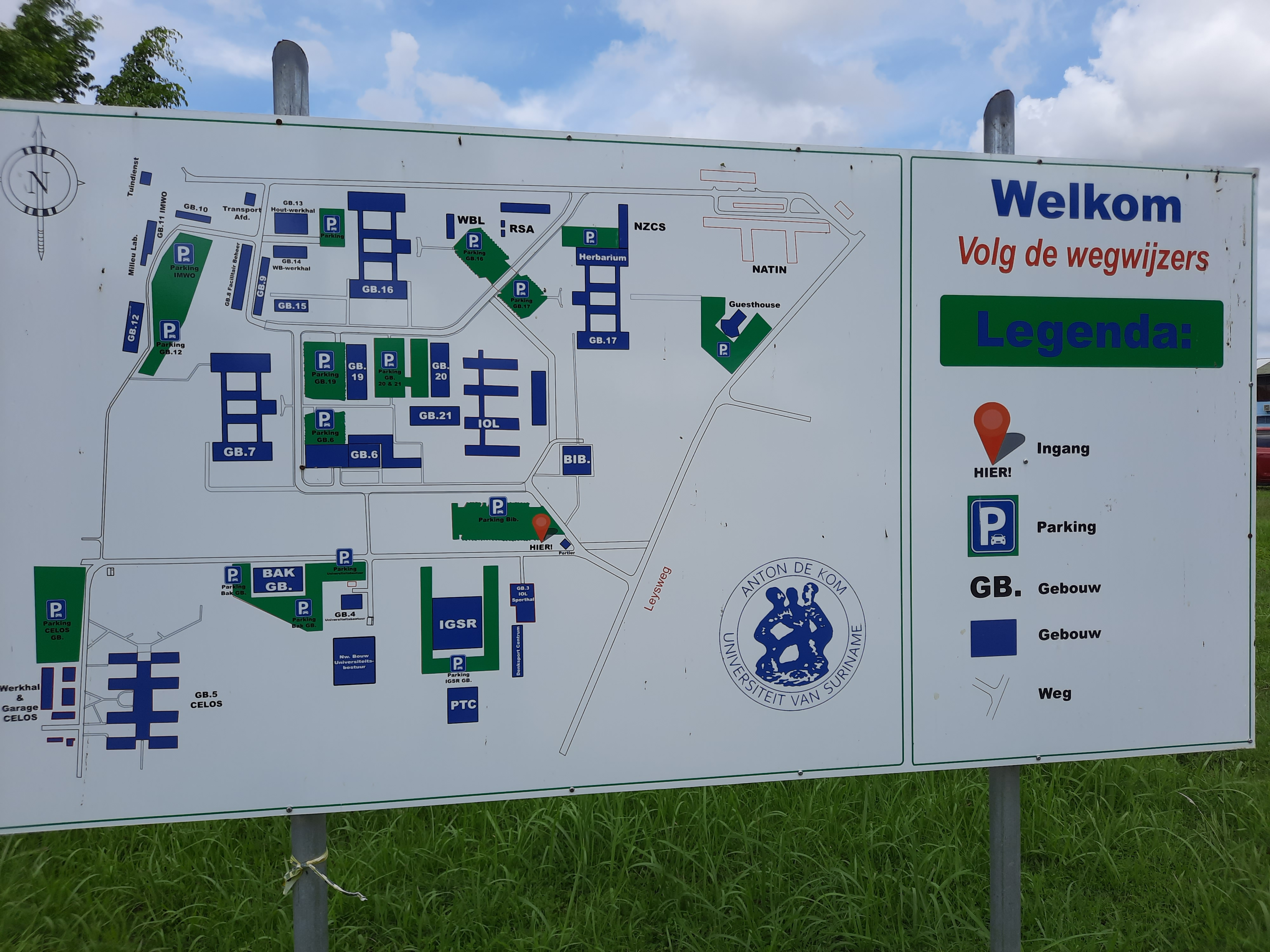
Indeling van het universiteitscomplex

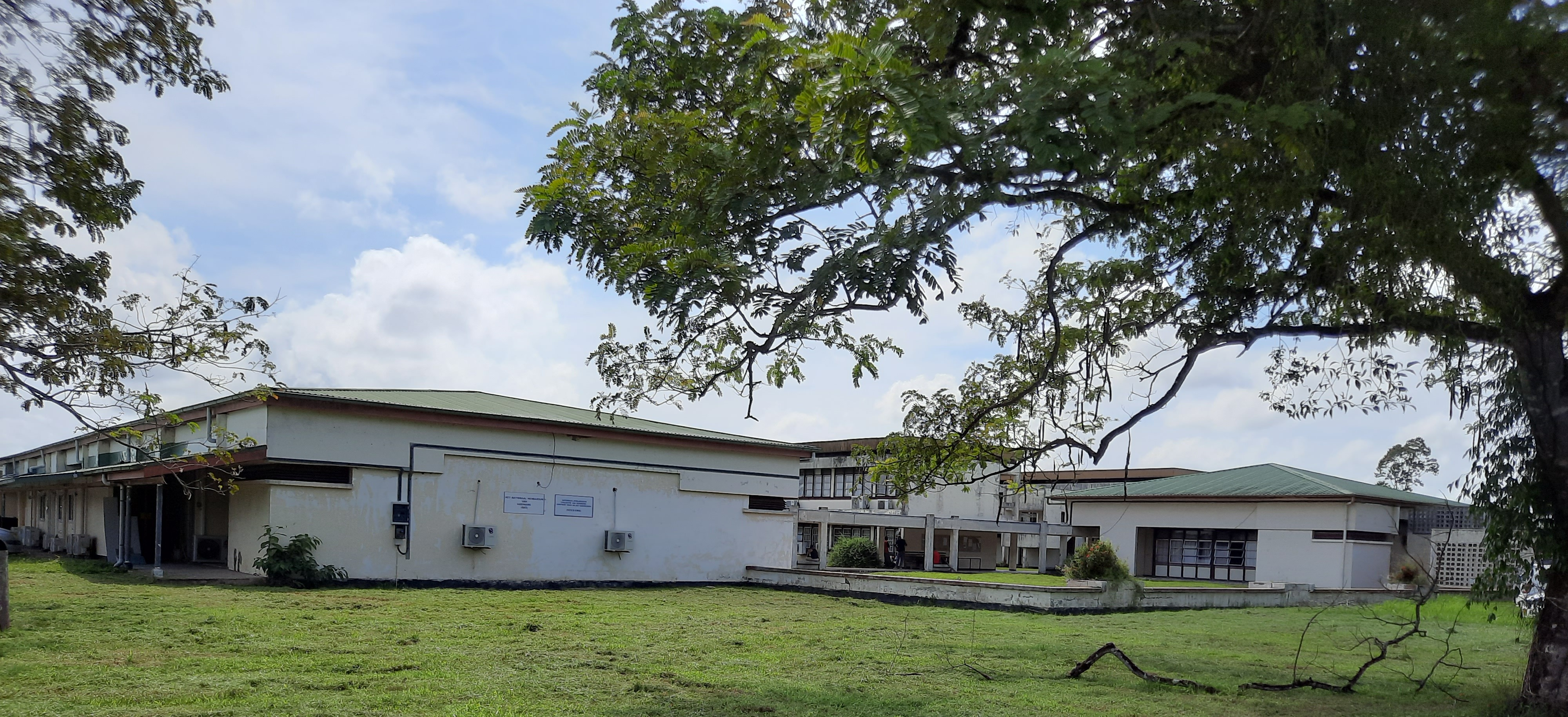
Faculteit der Technologische Wetenschappen met het Nationaal Herbarium van Suriname (BBS), de Nationale Zoölogische Collectie van Suriname (NZCS) en het Centrum voor Milieu Onderzoek (CMO)

De universiteit kent in 2022 16 geaccrediteerde opleidingen en bestaat uit de volgende vijf faculteiten met elk verschillende studierichtingen:
- Maatschappijwetenschappen (FMijW) met de studierichtingen Sociologie (1975), Economie (1975), Public Administration (1985), Agogische Wetenschappen en Onderwijskunde (1993) en Bedrijfskunde (1997)
  - Institute for Women, Gender and Development Studies (IWGDS)
  - Instituut voor Maatschappij Wetenschappelijk Onderzoek (IMWO)
- Juridische Wetenschappen (FJW; tot 2017 bij FMijW), met de studierichtingen in Rechtsgeleerdheid (1968)
  - Universiteitsinstituut voor Kinderrechten (UK)
- Medische Wetenschappen (FMeW) met de studierichtingen Geneeskunde (1969) en Fysiotherapie (1996)
- Technologische Wetenschappen (FTeW) met de studierichtingen Agrarische Productie (1976), Elektrotechniek (1977), Delfstofproductie (1976), Infrastructuur (1977), Werktuigbouwkunde (1977) en Milieuwetenschappen (1996).
  - Instituut voor Toegepaste Technologie (INTEC)
  - Nationale Zoölogische Collectie van Suriname (NZCS)
  - Centrum voor Milieu Onderzoek (CMO)
  - Nationaal Herbarium van Suriname (BBS)
- Humaniora (FHum) met de studierichtingen Nederlands (2015) en Geschiedenis (2015).
- Wis- en Natuurkundige Wetenschappen (FWNW) met de studierichtingen Scheikunde (2015), Wiskunde (2015), Natuurkunde (2018) en Biologie (2018).
- Interfaculty for Graduate Studies & Research (IGSR) met de studierichtingen Finance & Control (master en postmaster), Applied Statistics en Research Methods.

De reorganisatie van de Universiteit werd vastgesteld in het Academisch Besluit (Staatsblad 1986 no. 39). Hierbij werden doorgevoerd:
1. invoering van een vierjarige Bachelor of Science opleiding met daaraan gekoppeld de Bsc-titulatuur onder gelijktijdige afbouwing van de doctoraal en licentiaatsstudie
2. opheffing van enkele onderzoeksinstituten en de oprichting van andere
3. wijziging van de bestuursstructuur. Bij Staatsbesluit van 27 april 1988 S.B. 1988 no. 32 (Besluit Universiteitsbestuur) werden de in de Universiteitswet genoemde colleges, ambten en organen ontheven en geschorst. Er werd een Bestuur ingesteld, waaraan een groot deel van de taken van deze organen werd opgedragen. Hiernaast kreeg het Bestuur de bevoegdheid om commissies in te stellen belast met de taken van het College van Curatoren en van de Senaat.

De volgende commissies werden ingesteld:
1. de Benoemingscommissie, die belast is met het adviseren omtrent voordrachten van docenten bij vacature
2. de Commissie voor Promoties en Eredoctoraten (kortweg de Promotiecommissie)
3. de Commissie Jaarboek
4. de Publicatiecommissie.

De Anton de Kom Universiteit biedt in alle richtingen een bacheloropleiding. In de meeste richtingen kan vervolgens een masteropleiding worden gevolgd. In de geneeskunde wordt ook een doctoraat aangeboden.

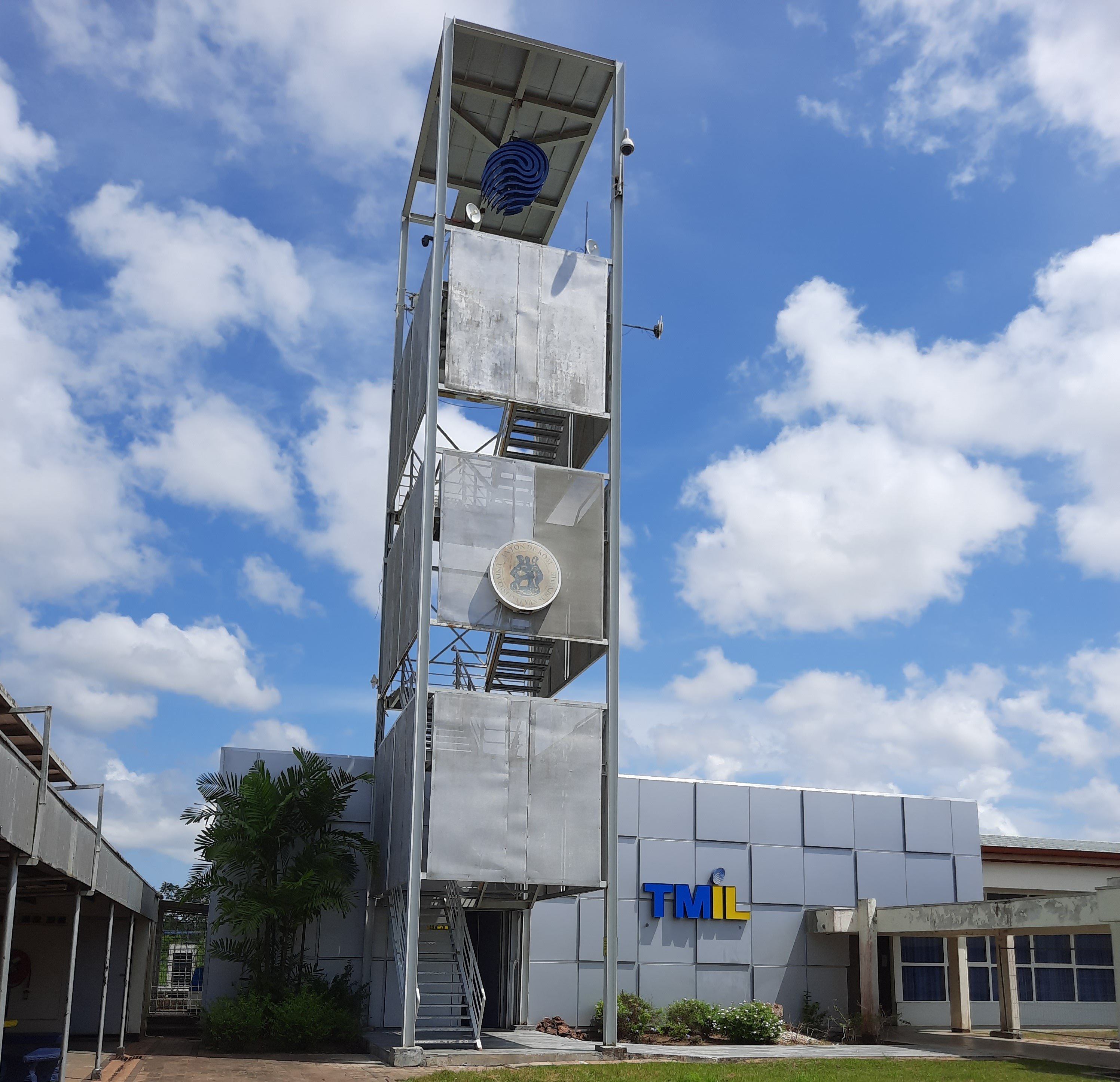
Telesur Multimedia Innovation Laboratory (TMIL), met ernaast de uitkijktoren

### Universiteitscampus
Op de universiteitscampus zijn verder gevestigd:
- Bibliotheek Universiteit van Suriname
- Institute for Graduate Studies & Research (IGSR)
- Natuurtechnisch Instituut (NATIN)
- Denksport Centrum
- Instituut voor de Opleiding van Leraren (IOL)
- Centrum voor Landbouwkundig Onderzoek in Suriname (CELOS)
- Regional Sports Academy (RSA)
- Telesur Multimedia Innovation Laboratory (TMIL)
- Mangrove Rehabilitatie Project Weg naar Zee

### Buiten de campus
- Anatomisch-Embryologisch Museum, in de geneeskundige faculteit

### Opgeheven
- Democracy Unit

## Student Housing Campus Village

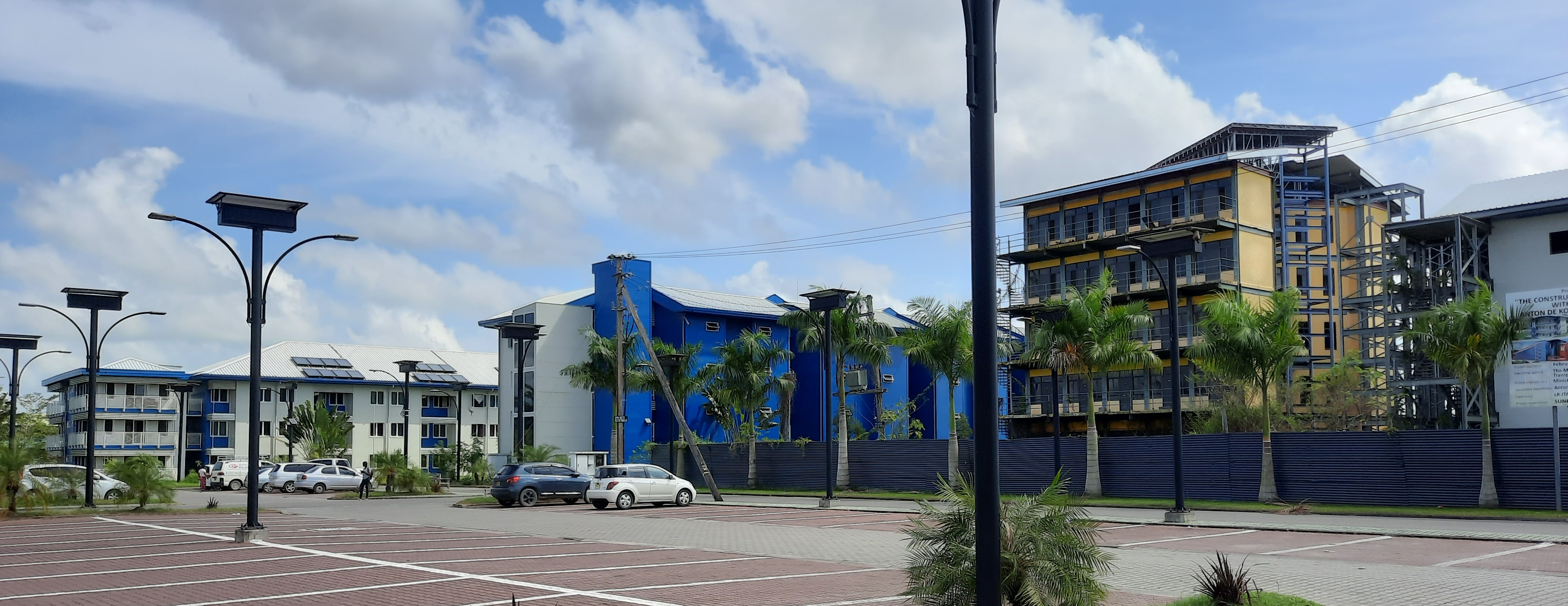
Student Housing Campus Village

In februari 2019 werd de Student Housing Campus Village geopend, direct naast de campus, dat is gebouwd in opdracht van het ministerie van Onderwijs, Cultuur en Wetenschap. Studenten hebben de keuze tussen twee- en vier-persoonskamers met een studiekamer. Bij de village staan een mensa, fitnessterrein, wasgelegenheid en winkelruimte. Bij de opening waren nog niet alle studentenwoningen gebouwd; op dat moment was er alvast plaats voor 312 studenten.  Ondanks de coronacrisis in Suriname, was er in 2020 een hoge bezettingsgraad. In 2022 was er inmiddels te weinig capaciteit om alle studenten met een kamerbehoefte te kunnen huisvesten.

## Gedenktekens
Op en naast het terrein van de universiteit staan de volgende gedenktekens:
| Onderwerp                   | Type            | Kunstenaar         | Onthulling | Locatie        | Omschrijving                        | Foto |
| --------------------------- | --------------- | ------------------ | ---------- | -------------- | ----------------------------------- | ---- |
| SDG Butterfly Mural         | muurschildering | Fabian de Randamie | 2021       | Gebouw 6       | Duurzameontwikkelingsdoelstellingen |      |
| Borstbeeld van Anton de Kom | borstbeeld      | Erwin de Vries     | 1986       | onbekend       | politiek activist                   |      |
| Standbeeld van Anton de Kom | standbeeld      | onbekend           | 2023       | voor de ingang | politiek activist                   |      |